# Radoslav Kačala
Radoslav Kačala (* 6. března 1970 Prešov) je bývalý slovenský fotbalista.

## Hráčská kariéra
V československé nejvyšší soutěži nastoupil za Tatran Prešov ve dvou utkáních, aniž by skóroval.

## Trenérská kariéra
Po skončení hráčské kariéry se věnuje trénování, je držitelem licence Euro Pro. Vedl mj. MFK Zemplín Michalovce či MFK Slovan Giraltovce.

## Ligová bilance
| Ročník                                   | Zápasy | Góly | Minuty | Klub          |
| ---------------------------------------- | ------ | ---- | ------ | ------------- |
| 1. československá fotbalová liga 1992/93 | 2      | 0    | –      | Tatran Prešov |
| CELKEM                                   | 2      | 0    | –      |               |